# Orthochirus kovariki
Espèce
Orthochirus kovariki est une espèce de scorpions de la famille des Buthidae.

## Distribution
Cette espèce est endémique de la province de Takhar en Afghanistan. Elle se rencontre vers Tâloqân.

## Description
Le mâle holotype mesure 31,58 mm et la femelle paratype 35,34 mm.

## Étymologie
Cette espèce est nommée en l'honneur de František Kovařík.

## Publication originale
- Yağmur & Khalili, 2022 : « Orthochirus kovariki sp. n. from Takhar Province, Afghanistan (Scorpiones: Buthidae). » Euscorpius, no 352, p. 1-16 (texte intégral).